# Burg Breisach
Die Burg Breisach ist der Überrest einer Höhenburg auf 198 m ü. NHN am nördlichen Ende des langgestreckten Breisacher Münsterbergs bei der Stadt Breisach am Rhein im Landkreis Breisgau-Hochschwarzwald in Baden-Württemberg.

## Geschichte

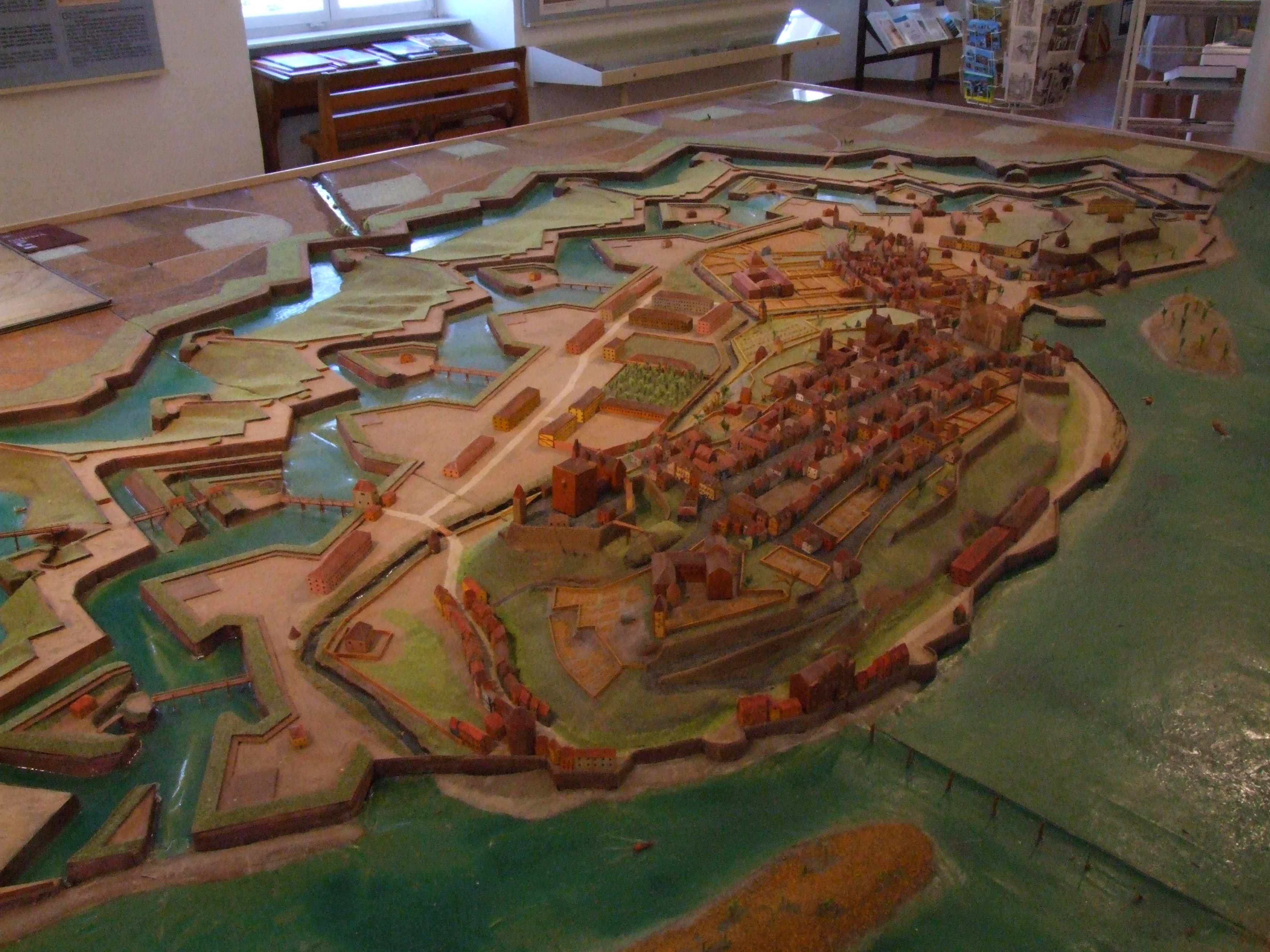
Modell der Festung Breisach im Stadtmuseum – die Burg befindet sich in der Bildmitte

Die vermutlich von Berthold V. von Zähringen Ende des 12. Jahrhunderts erbaute Burg wurde 1294 von den Habsburgern ausgebaut und 1315 zur Reichsburg erhoben. 1281 war unter König Rudolf mit der Burg Sponeck bereits eine Reichsburg unweit der bis 1265 für ihn nicht erreichbaren  Burg Breisach entstanden. Kaiser Karl V. ernannte 1552 Lazarus von Schwendi zum Burgvogt, der bis zu seinem Tod 1583 das Bauwerk weiter befestigen ließ. Bei der Belagerung von Breisach durch Rheingraf Otto Ludwig 1633 und als Folge der Schlacht bei Wittenweiher 1638 erlitt die Burg Beschädigungen.
Nachdem die Franzosen am 12. Oktober 1733 zu Beginn des Polnischen Thronfolgekrieges den Rhein überschritten hatten, ließ Kaiser Karl VI. österreichische Truppen aus Freiburg und anderen Orten in Breisach zusammenziehen. Die Besatzung der Burg erhöhte sich somit auf 8000 Mann mit 84 Geschützen und konnte so alle Angriffe und Belagerungen abwehren.
Als 1741 im Verlauf des Ersten Schlesischen Krieges Maria Theresia nicht genügend Soldaten zur Verteidigung der Festungen Philippsburg, Freiburg und Breisach zur Verfügung standen, ließ sie die Burg unter dem Kommando von Christian von Rodt schleifen. Nach einer Sprengung durch die Franzosen um 1745 wurden die letzten Reste des Wohnturms 1793 abgetragen.

## Beschreibung
Die ehemalige Burganlage verfügte über einen rechteckigen Donjon mit einer Höhe von 27 bis 30 Metern auf einer Grundfläche von 24 mal 17 Metern und einer Mauerstärke von 3 Metern, einen Palas sowie einen Halsgraben mit einer Breite von 20 bis 24 Metern und einer Tiefe von 12 Metern. Von der Anlage sind noch Mauerreste und der Halsgraben erhalten. Ein Burgmodell ist im Stadtmuseum im Rheintor ausgestellt.

## In der Kunst
- Prospect der Vestung Breysach, Federzeichnung[3]